# Isla Diatomeas
Die Isla Diatomeas (spanisch für Kieselalgeninsel, in Argentinien Isla Julieta, im Vereinigten Königreich Kármán Island) ist eine 1,5 km lange Insel vor der Danco-Küste des Grahamlands auf der Antarktischen Halbinsel. Sie liegt 5 km südsüdöstlich des Valdivia Point in der Salvesen Cove, einer Nebenbucht der Hughes Bay.
Chilenische Wissenschaftler benannten sie nach den Kieselalgen (auch bekannt als Diatomeen), die hier grünliche Kahmhäute ausbilden. Argentinische Wissenschaftler benannten sie hingegen nach der Julieta, 1814 eines der Schiffe des argentinischen Admirals William Brown im Argentinischen Unabhängigkeitskrieg (1810–1818). Das UK Antarctic Place-Names Committee wiederum benannte sie 1978 nach dem ungarisch-US-amerikanischen Physiker und Luftfahrttechniker Theodore von Kármán (1881–1963) für seine Pionierarbeiten bei der Entwicklung erster Hubschrauber.